# Diócesis de Slebte
La diócesis o abadía nullius de Slebte (en latín: Dioecesis Slebtensis seu Sancti Fiaci inter montes y en inglés: Diocese of Slebte) fue una circunscripción eclesiástica de la Iglesia católica en Irlanda. Se trataba de una abadía nullius latina, sufragánea de la arquidiócesis de Armagh. Fue suprimida en 510 y restaurada como diócesis titular en 1969 como diócesis de Slebte. Desde el 28 de julio de 2016 su obispo titular es Stephen Chirappanath.

## Territorio y organización
La abadía nullius extendía su jurisdicción sobre los fieles católicos de rito latino residentes en parte del actual condado de Laois.
La sede de la abadía nullius se encontraba en la localidad de Slebte.

## Historia
En el primer milenio la Iglesia irlandesa estaba estructurada en asentamientos monásticos, cada uno con su propia jurisdicción que se extendía sobre el propio monasterio, el territorio circundante y las propiedades del dominio monástico. Sletty (Sléibhte en irlandés) fue la sede de un monasterio fundado por san Fiacc, monje consagrado por san Patricio en el siglo V y fallecido en 510. Según las costumbres de la Iglesia irlandesa, san Fiacc ejercía las funciones de abad-obispo, el único cargo conocido en este monasterio. Según Edward O'Leary, las prerrogativas episcopales pasaron en el siglo VII a los abades de Leighlin.

### Diócesis titular
Desde 1969 Slebte figura entre las sedes episcopales titulares de la Iglesia católica como diócesis de Slebte. Desde el 28 de julio de 2016 su obispo titular es Stephen Chirappanath, visitador apostólico siro malabar en Europa.

## Episcopologio
- San Fiacc (fines del siglo V-510)

### Obispos titulares
- Paul Schruers † (25 de abril de 1970-15 de diciembre de 1989 sucedió al obispo de Hasselt)
- Terrence Thomas Prendergast, S.I. (22 de febrero de 1995-30 de junio de 1998 nombrado arzobispo de Halifax)
- Józef Wesołowski † (3 de noviembre de 1999-27 de agosto de 2015[nota 2] falleció)
- Stephen Chirappanath, desde el 28 de julio de 2016